# 24214 Jonchristo
24214 Jonchristo là một tiểu hành tinh vành đai chính với chu kỳ quỹ đạo là 1933.0099300 ngày (5.29 năm).
Nó được phát hiện ngày 7 tháng 12 năm 1999.